# Type 99 (mitragliatrice leggera)
La Type 99 è stata una mitragliatrice leggera (in lingua giapponese Kyūkyū shiki keikikanjū) concepita dall'Impero giapponese poco prima della seconda guerra mondiale. Elaborata in seguito all'introduzione della munizione da fucile calibro 7,7 × 58 mm Arisaka, avrebbe dovuto rappresentare l'unica arma leggera di squadra, ma servì durante il conflitto a fianco delle altre mitragliatrici in dotazione all'esercito imperiale nipponico. Negli anni postbellici fu adoperata da diversi paesi dell'Estremo Oriente.

## Storia

### Sviluppo
Verso la fine degli anni trenta l'esercito imperiale nipponico disponeva di due tipi principali di mitragliatrici leggere, l'obsoleta Type 11 e l'assai più recente Type 96 che era stata fabbricata dal 1936 proprio per sostituire la prima. Entrambe erano camerate per la cartuccia 6,5 × 50 mm Arisaka, la stessa del fucile d'ordinanza Type 38, di modo che ogni soldato avrebbe potuto fornire munizioni sul campo. Nel 1939 l'esercito immise in servizio il fucile da fanteria Type 99 costruito attorno alla potente munizione 7,7 × 58 mm Arisaka senza collarino, derivata dalla cartuccia per mitragliatrice 7,7 × 58 mm Type 92 con semicollarino: infatti il 6,5 mm aveva dato prova di modeste prestazioni nel teatro cinese a causa delle distanze spesso grandi che caratterizzavano i combattimenti nell'area. L'introduzione di tale munizione comportò la richiesta di una mitragliatrice leggera camerata per il 7,7 mm, sempre per rimanere aderenti al principio che qualsiasi militare avrebbe potuto garantire una scorta di cartucce. Poiché era stata pianificata la completa sostituzione del Type 38 con il fucile Type 99, di conseguenza fu previsto di rimpiazzare la Type 11 e la Type 96 con la nuova mitragliatrice,

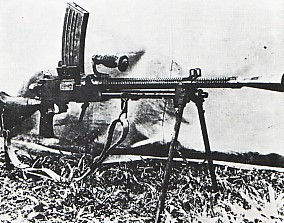
La mitragliatrice Type 99 in una antica fotografia.

La squadra tecnica riunita per l'incarico fu posta al comando del tenente generale Kijirō Nambu, che lasciato nel 1924 l'esercito aveva fondato una propria azienda manifatturiera d'armi la quale aveva già sfornato diversi disegni vincenti. Nambu basò la nuova mitragliatrice sulla Type 96, apportando cambiamenti marginali a parte la riprogettazione della canna per il 7,7 mm. I collaudi si tennero nel 1939 e videro all'opera quattro prototipi di armi automatiche, delle quali fu promossa la creazione di Nambu, immatricolata come "Type 99" (dalle ultime due cifre del corrente anno nipponico, il 2599).

### Produzione
La fabbricazione in serie della Type 99, immediatamente sollecitata dai vertici dell'esercito imperiale, fu affidata agli arsenali installati a Nagoya, Kokura e Mukden in Manciuria, oltre all'azienda nazionale Hitachi. Complessivamente furono consegnati circa 53.000 esemplari.

## Caratteristiche
La Type 99 era una mitragliatrice dal peso di 11,4 chilogrammi, lunga complessivamente 1181 mm (9,8 chilogrammi secondo una seconda fonte e 9,06 a vuoto secondo una terza). La canna misurava da sola 550 mm, era dotata di una fitta anellatura volta a favorire il raffreddamento ad aria e di un largo tromboncino conico. Sotto di essa era installato un pistone a lunga corsa fondamentale per l'automatismo del ciclo di fuoco, che era coadiuvato da un regolatore di gas manuale a cinque modalità. Al blocco anteriore del cilindro erano state ricavate le sedi per un bipiede e una baionetta da fucile, equipaggiamento non riscontrabile in nessun'altra mitragliatrice coeva. In corrispondenza dell'inserto della canna nel castello era presente una maniglia superiore abbattibile utile a trasportare l'arma, a rimuovere la canna quando surriscaldata o quando si rendeva necessaria la manutenzione. Da notare che nel blocco della canna era stato aggiunto un meccanismo che permetteva di calibrare lo spazio di testa, accorgimento assente sulla Type 96.
Dietro la canna si trovava il castello contenente il gruppo di scatto e i meccanismi atti a fare fuoco, sopra questo era stata ricavata la sede del caricatore ricurvo bifilare con una capacità di 30 cartucce calibro 7,7 × 58 mm. L'apertura era caratterizzata da un coperchio antipolvere basculante e da una piccola leva posteriore per rimuovere il caricatore una volta esaurito. Sul lato sinistro del castello si trovava l'otturatore con il proprio blocco, installato un poco più sotto: questo, sollecitato dalle superfici inclinate del pistone mosso dai gas derivati dallo sparo dei proiettili, si sollevava fino a ingaggiare una scanalatura dell'otturatore e lo bloccava; successivamente il movimento inverso del pistone faceva cadere il blocco e l'otturatore era libero di espellere il bossolo della cartuccia sparata. Si poteva sparare esclusivamente in automatico e il rateo di fuoco teorico arrivava a 800 colpi al minuto, ma la necessità di sostituire ogni volta il caricatore svuotato lo abbassava a un massimo pratico di 250 colpi al minuto. La velocità alla bocca di ogni proiettile raggiungeva circa i 700 m/s. Una fonte indica invece che la cadenza di tiro teorica era di 900 colpi al minuto, contro una pratica tra i 450 e i 500 proiettili esplosi in un minuto.

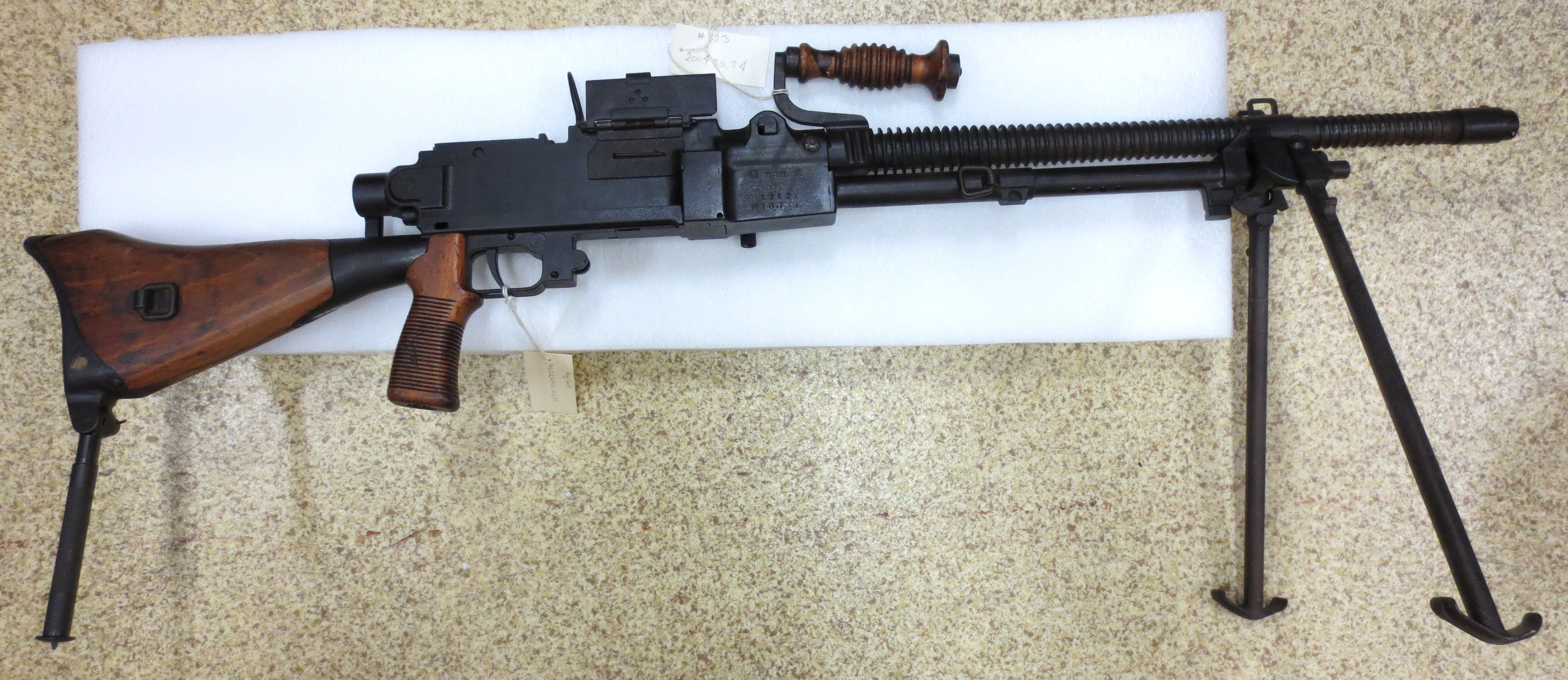
La mitragliatrice Nambu Type 99.

Sotto la parte terminale del castello sporgeva il grilletto, protetto da un ponticello rettangolare e incluso in un'impugnatura a pistola in legno; più avanti sul lato destro si trovava la leva della sicura, che era inserita quando posta in orizzontale, mentre se in verticale significava che l'arma era pronta al fuoco. Al lato posteriore dell'impugnatura era vincolato un calcio in legno dall'ampio appoggio per la spalla del tiratore. Il calcio presentava un piccolo monopode imperniato in fondo al lato inferiore, da infiggere nel terreno per assicurare maggiore stabilità durante le operazioni di tiro. Sembra però che fu assegnato soltanto alle Type 99 di prima produzione.
L'architettura generale della mitragliatrice aveva forzato i progettisti a mantenere disassati sul lato sinistro gli organi di mira, composti da un tamburo posteriore con alzo graduato da 200 metri fino a 1.500 metri e da una lama frontale: era inoltre possibile montare un mirino telescopico da 2,5 ingrandimenti e campo di tiro pari a 10°. Il sistema era completato da un regolatore atto a contrastare l'influenza del vento sulla traiettoria del proiettile. Il mirino veniva fissato sul lato destro dell'arma.

## Varianti
Dalla Type 99 venne estrapolata un'arma adatta ai paracadutisti con canna e calcio smontabili, impugnatura e bipiede pieghevoli. Dopo il disassemblaggio tutti i componenti della mitragliatrice erano messi in uno speciale zaino trasportabile anche a mano: una volta giunto a terra, il soldato avrebbe rimontato la Type 99. Questa variante fu prodotta in un numero molto limitato di esemplari.

## Impiego operativo
La Type 99 venne distribuita nell'esercito come arma di squadra, un ruolo che ricoprì con successo. Diversamente da quanto stabilito, però, essa non sostituì mai del tutto le precedenti mitragliatrici: il ricambio dei fucili Type 38 con i più potenti Type 99, infatti, era da poco iniziato quando scoppiò la guerra in Asia e comunque fu portato avanti con lentezza, sì che buona parte delle truppe continuò a combattere con i Type 38; come logica conseguenza furono mantenute in servizio la Type 11 e la Type 96 in calibro 6,5 mm, la qual'ultima aveva d'altronde numerose parti meccaniche in comune con la sua evoluzione.

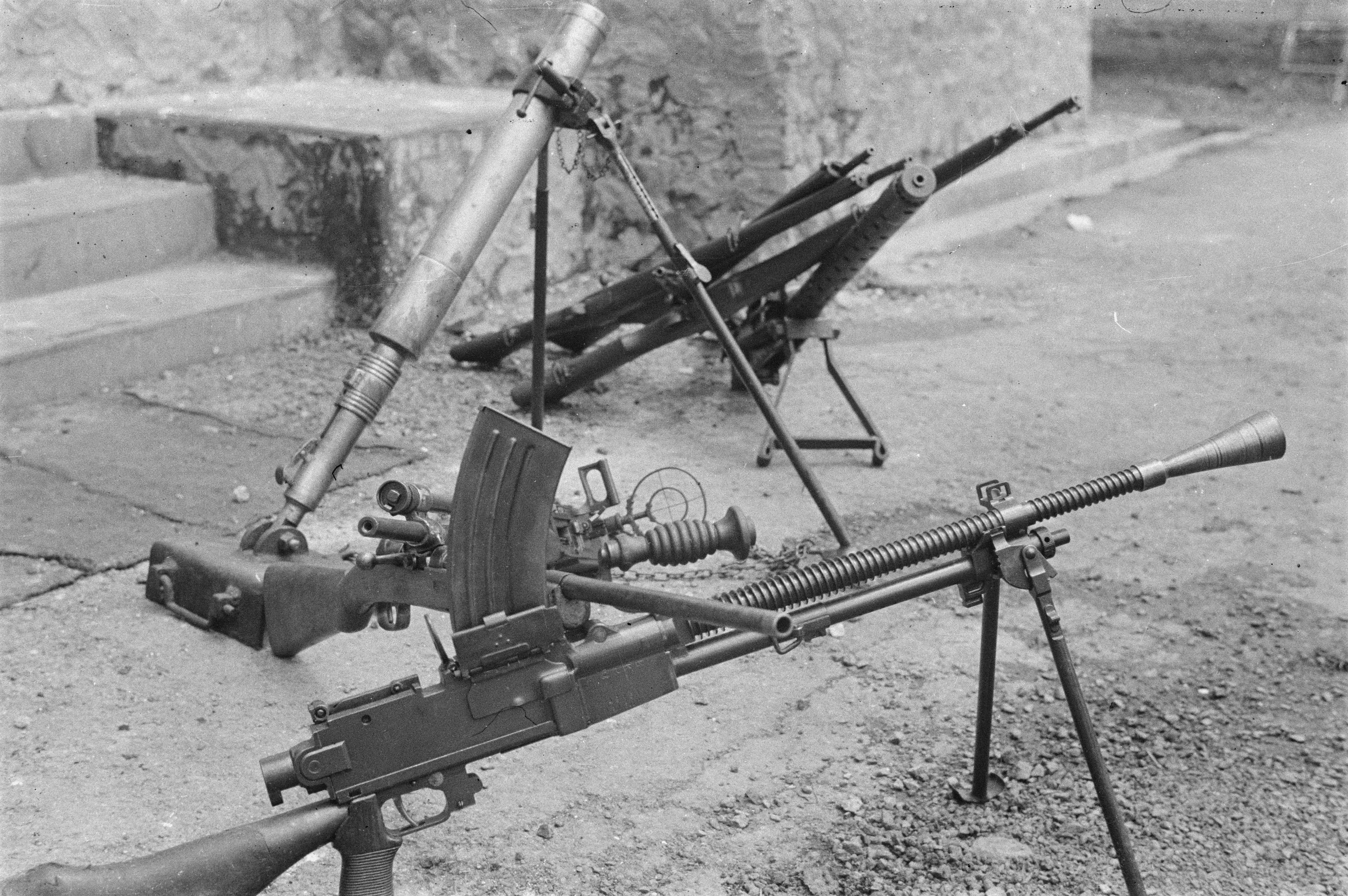
In primo piano in basso la mitragliatrice Type 99.

In seguito alla resa dell'Impero nipponico dell'agosto 1945, quantità di Type 99 furono catturate e utilizzate sia dai comunisti di Mao che dai nazionalisti di Chiang Kai-shek. Apparve anche tra i ranghi dell'esercito nordcoreano.

## La Type 99 nella cultura di massa
In ambito cinematografico, la Type 99 compare nel film 1941 - Allarme a Hollywood. In ambito ludico la mitragliatrice appare nel videogioco Call of Duty: World at War.